# Stazione di Le Puy-en-Velay
La stazione di Le Puy-en-Velay (in francese gare du Puy-en-Velay) è la principale stazione ferroviaria di Le Puy-en-Velay, Francia.